# حبیب‌الله شعبانی موثقی
حبیب‌الله شعبانی موثقی (زاده ۱۳۵۶) فقیه شیعه ایرانی، نماینده ولی فقیه در استان همدان و امام جمعه همدان و همچنین نماینده کنونی مجلس خبرگان رهبری از استان همدان است. وی دارای عنوان حوزوی آیت‌الله می‌باشد.
دارای مدرک کارشناسی ارشد حقوق و دکتری فقه و اصول، از استادان حوزه علمیه قم و جامعه‌المصطفی العالمیه است و پس از طی دروس کلاسیک وارد حوزه علمیه همدان می‌شود و بعد از طی مقدمات به شهر قم هجرت و در کلاس درس سید موسی شبیری زنجانی، وحید خراسانی و جوادی‌آملی حضور پیدا کرده‌است.
تدریس فقه و اصول، فلسفه، کلام و تفسیر در حوزه‌های علمیه قم و تهران و مؤسسه عالی علوم انسانی از فعالیت‌های اصلی وی بوده و همچنین مدیریت مؤسسه کلامی احیا، عضو هیئت امنا مدرسه چهارده معصوم قم و همکاری با معاونت فرهنگی حرم حصرت عبدالعظیم حسنی را در کارنامه اجرایی خود دارد.
پس از طه محمدی، آیت الله خامنه ای، رهبر انقلاب اسلامی در تاریخ ۲۲ اسفند ماه ۱۳۹۷ در حکمی حبیب‌الله شعبانی موثقی را به عنوان نماینده ولی فقیه و امام جمعه شهر همدان منصوب کرد.

## دیدگاه‌ها

### مشکلات اقتصادی چه ارتباطی به روحانیت دارد؟
بعد از گسترش عمامه‌پرانی به عنوان یکی از روش‌های اعتراض در جریان خیزش ۱۴۰۱ ایران، شعبانی موثقی در خطبه‌های نماز جمعه همدان با انتقاد از این کار اعلام کرد که «آیا اهانتی که به عالمی می‌شود به حق است؟ آیا در مورد کسی که منصبی نداشته و کاری نکرده اهانت حق است؟ مشکلات اقتصادی چه ارتباطی به روحانیت دارد؟»